# John Madden (futbolista)
John Earl Madden (ur. 10 kwietnia 1936 w Austin w stanie Minnesota, zm. 28 grudnia 2021 w Pleasanton w stanie Kalifornia) – amerykański zawodnik, trener i komentator futbolu amerykańskiego w lidze National Football League. Od jego nazwiska pochodzi nazwa popularnej serii gier komputerowych Madden NFL ukazująca się od 1988 roku. Za swoje osiągnięcia jako trener w 2006 roku został wybrany do Pro Football Hall of Fame.

## Życiorys

### Kariera trenerska
Karierę trenerską w National Football League (NFL) rozpoczął w 1967 jako trener zawodników grających na pozycji linebackerów w drużynie Oakland Raiders. Po dwóch latach został mianowany głównym trenerem tej drużyny. Miał wówczas 32 lata i był najmłodszym trenerem w lidze NFL. W pierwszym sezonie, prowadzona przez Maddena drużyna Oakland Raiders wygrała 12 meczów, zremisowała jeden i przegrała również jeden, w ten sposób zdobywając mistrzostwo dywizji zachodniej ligi American Football League. Za to osiągnięcie Madden został wybrany trenerem roku.
W sumie Madden trenował Oakland Raiders przez 10 sezonów. W tym czasie trenowana przez niego drużyna odniosła 103 zwycięstwa, 32 porażki i 7 remisów. Siedmiokrotnie zdobyła mistrzostwo Dywizji Zachodniej, w tym pięć razy z rzędu w sezonach 1972–1976. Pod wodzą Maddena, Okland Raiders ośmiokrotnie zakwalifikowali się do fazy playoffs. Największy sukces odnieśli w sezonie 1976, gdy pokonując drużynę Minnesota Vikings 32-14 w finale Super Bowl XI zdobyli mistrzostwo ligi NFL.

### Lata późniejsze
Po zakończeniu kariery trenerskiej zajął się między innymi komentowaniem meczów futbolu amerykańskiego w telewizji. Był między innymi wieloletnim komentatorem w programie Monday Night Football. Potem komentował mecze w programie Sunday Night Football na kanale NBC
Słynął między innymi z tego, że od 1979 nie podróżował samolotem. Na wszystkie mecze jeździł specjalnie dostosowanym do swoich potrzeb autobusem.